# Liam Whelan
Pour les articles homonymes, voir Whelan.
William Augustine Whelan, né le 1er avril 1935 et mort le 6 février 1958, également connu comme Billy Whelan ou Liam Whelan, était un footballeur irlandais et est l'un des huit joueurs de Manchester United qui ont été tués dans la catastrophe aérienne de Munich.

## Biographie
Whelan est né dans une famille nombreuse catholique, son père John meurt en 1943, lorsque William a huit ans. Whelan commence sa carrière chez Home Farm Football Club en 1953 avant de rejoindre Manchester United en 1955.
Il fait 98 apparitions avec le club anglais entre août 1955 et février 1958 pour l'équipe première, marquant 52 buts et a auparavant joué pour le club irlandais Home Farm, et fait quatre matchs pour l'équipe de la république d'Irlande de football.
Le 8 décembre 2006, le pont ferroviaire à la jonction Faussagh Road/Dowth Avenue à Cabra à Dublin est rebaptisé en son honneur. La cérémonie de dévoilement est effectuée par son coéquipier à Manchester United au moment de l'accident d'avion, Bobby Charlton.
Le 4 février 2008, la poste irlandaise, An Post, publie même un timbre à son effigie.

## Palmarès
- Vainqueur du Championnat d'Angleterre de football en 1956 et 1957.
- Vainqueur du Charity Shield en 1956 et 1957.